# Jelsk
Jelsk (bělorusky Ельск, rusky Ельск) je běloruské město, které se nachází v Homelské oblasti, 177 km jihozápadně od Homelu a železniční stanice na trase Kalinkavičy—Korosteň. V roce 2010 zde žilo na 9,7 tisíc obyvatel.

## Historie
První písemná zmínka pochází z 16. století, když měl status Jelskýho městysu Mozyrském povětu Litevského velkoknížectví, který náležel rodů, Spadů, Askerkům a Sulistrovům. Starý francouzský rod Spadů byl nucen emigrovat z Francie kvůli náboženskému pronásledování.
Od konce 18. století neslo název Korolin. Na začátku 20. století žilo v obci 910 lidí. V září 1938, kdy byl vesnici dán status městské osady, zde žilo asi 4000. Obyvatel. Od roku 1971 je Jelsku přiznán status města.

## Původ názvu
Název Jelsk je tradičně spojován se smrkem (rusky ель). Nicméně, smrk se již od dávných dob rozmnožuje pouze v blízkosti severního okraje Polesí (po hranici Slonim - Sluck - Bobrujsk). Kromě toho, přípona -ск se nevytváří ze zeměpisných názvů rostlin a stromů. Obvykle jsou názvy osad na -ск tvořena z názvů řek a jezer po břehy, na kterých vznikali sídla. V základě názvu leží jméno kdysi existující malé řeky Jely, Jelki.
„Vodní“ jméno pochází z ugrofinského základu ел "jarní lesní potok, řeka" opakovaně se vyskytujícího v názvech řek.

## Průmysl
Ve městě jsou továrny na mléčné výrobky, ovoce a zeleninu, ale i továrna na nábytek.

## Pamětihodnosti
- zachovaný dřevěný Kostel Nejsvětější Trojice, postavený v roce 1770.

## Známí rodáci
- David Boleslav Vladimirovič – známý finančník a veřejný činitel.
- Pinchas Schiffman (1873–1945) – židovský učitel.
- Nikolaj Pjetrovič Ancukjevič (1892–1971) – známý překladatel, učitel.